# Jönköpings Sofia distrikt
Jönköpings Sofia distrikt är ett distrikt i Jönköpings kommun och Jönköpings län.
Distriktet ligger i västra delen av Jönköping och är befolkningsmässigt landskapets såväl som länets största distrikt.

## Tidigare administrativ tillhörighet
Distriktet inrättades 2016 och utgörs av en del av området som till 1971 utgjorde Jönköpings stad.
Området motsvarar den omfattning Jönköpings Sofia församling hade vid årsskiftet 1999/2000.